# Digitaria oraria
Digitaria oraria är en gräsart som beskrevs av Robert D. Webster. Digitaria oraria ingår i släktet fingerhirser, och familjen gräs. Inga underarter finns listade i Catalogue of Life.